# Чемпионат мира по хоккею с мячом среди женщин 2010
5-й чемпионат мира по хоккею с мячом среди женщин прошёл с 24 по 27 февраля 2010 года, в норвежском городе Драммен. В чемпионате участвовало 6 команд, которые сыграли групповой турнир в один круг. По результатам группового турнира команды, заявшие 3 и 4 место разыграли бронзу, а две лучшие — золото. Впервые за пять турниров в финале сборная Швеции обыграла сборную России лишь в овертайме.

## Групповой турнир
| Место | Сборная   | И | В | Н | П | М       | +/- | Очки |
| ----- | --------- | - | - | - | - | ------- | --- | ---- |
| 1     | Швеция    | 5 | 4 | 1 | 0 | 37 — 2  | +35 | 9    |
| 2     | Россия    | 5 | 3 | 2 | 0 | 17 — 3  | +14 | 8    |
| 3     | Норвегия  | 5 | 2 | 1 | 2 | 9 — 17  | −8  | 5    |
| 4     | Канада    | 5 | 2 | 0 | 3 | 4 — 19  | −15 | 4    |
| 5     | Финляндия | 5 | 2 | 0 | 3 | 11 — 15 | −4  | 4    |
| 6     | США       | 5 | 0 | 0 | 5 | 2 — 24  | −22 | 0    |

### Результаты матчей
| Дата       | Участники матча      | Результат |
| ---------- | -------------------- | --------- |
| 24 февраля | Швеция — Канада      | 8 — 0     |
| 24 февраля | Норвегия — США       | 4 — 0     |
| 24 февраля | Россия — Финляндия   | 2 — 1     |
| 24 февраля | Швеция — США         | 11 — 0    |
| 24 февраля | Норвегия — Канада    | 2 — 1     |
| 25 февраля | Финляндия — Канада   | 1 — 2     |
| 25 февраля | Россия — США         | 5 — 0     |
| 25 февраля | Финляндия — Норвегия | 5 — 2     |
| 25 февраля | Швеция — Россия      | 1 — 1     |
| 25 февраля | США — Канада         | 0 — 1     |
| 26 февраля | Норвегия — Россия    | 1 — 1     |
| 26 февраля | Швеция — Финляндия   | 7 — 1     |
| 26 февраля | Россия — Канада      | 8 — 0     |
| 26 февраля | США — Финляндия      | 2 — 3     |
| 26 февраля | Норвегия — Швеция    | 0 — 10    |

## Финальный турнир

### Матч за 5-е место
| Дата       | Участники матча | Результат |
| ---------- | --------------- | --------- |
| 27 февраля | Финляндия — США | 4 — 1     |

### Матч за 3-е место
| Дата       | Участники матча   | Результат |
| ---------- | ----------------- | --------- |
| 27 февраля | Канада — Норвегия | 2 — 3     |

### Финал
| Дата       | Участники матча | Результат      |
| ---------- | --------------- | -------------- |
| 27 февраля | Швеция — Россия | 3 — 2 Овертайм |

## Бомбардиры
| #  | Игрок              | Голов |
| -- | ------------------ | ----- |
| 1. | Йоханна Петерссон  | 10    |
| 2. | Елена Рыбакова     | 9     |
| 3. | Матильда Йоханссон | 7     |

Источник: www.rusbandy.ru

## Итоговое положение
| Место | Страна    |
| ----- | --------- |
| 1.    | Швеция    |
| 2.    | Россия    |
| 3.    | Норвегия  |
| 4.    | Канада    |
| 5.    | Финляндия |
| 6.    | США       |